# УАГБ „Майчин дом“
Университетска акушеро-гинекологична болница (УАГБ) „Майчин дом“ е първата специализирана акушеро-гинекологична болница в София. Намира се на ул. „Здраве“ №2.

## История
През 1883 г. княгиня Мария-Луиза дава идеята за създаване на първата болница в България, специализирана в проблемите на акушерството и гинекологията, като решава да я построи с лични средства. Началото на строежа е през 1896 г., а официалното откриване на болницата е на 19 ноември 1903 г. в присъствието на цар Фердинанд, депутати, дипломати, министри, духовенството и граждани. Първото ѝ име е Майчин дом „Княгиня Мария-Луиза“, а първият ѝ управител е д-р Димитър Стаматов. Архитект на болничните сгради, построени в близост до днешния бул. „Христо Ботев“, в софийския квартал Банишора, по това време предградие на града, е Петко Момчилов.
През 1920 г. болницата става клинична база на катедрата по акушерство и гинекология към Медицински факултет на Софийски университет.
По време на бомбардировките над София през 1944 г. клиниката е евакуирана в Долни Дъбник, а сградата е срината.
На 27 май 1976 г. болницата е преместена в сегашната си сграда на територията на Александровска болница.

## Ръководство
- Изпълнителен директор: проф. д-р Иван Костов [4]

## Структура
УАГБ „Майчин дом“ разполага със следните основни звена:
- Диагностично-консултативен блок
- Стационарен блок
  - Приемни спешни АГ кабинети
  - Родилна клиника
  - Неонатологична клиника
  - Клиника „Майчин риск“
  - Клиника „Фетална медицина“
  - Клиника „Обща патологична бременност“
  - Клиника по анестезиология и интензивно лечение"
  - І гинекологична клиника (онкогинекология, тазова и ендоскопска хирургия)
  - ІІ гинекологична клиника (обща и урогинекологична хирургия)
  - ІІІ гинекологична клиника (репродуктивна медицина)
- Административно-стопански блок
- Болнична аптека